# Kaitaselkä
Kaitaselkä är en kulle i Finland.   Den ligger i den ekonomiska regionen  Rovaniemi ekonomiska region  och landskapet Lappland, i den norra delen av landet, 800 km norr om huvudstaden Helsingfors. Toppen på Kaitaselkä är 261 meter över havet.
Terrängen runt Kaitaselkä är huvudsakligen platt. Runt Kaitaselkä är det mycket glesbefolkat, med 2 invånare per kvadratkilometer.